# Hellvik
Hellvik is een plaats in de Noorse gemeente Eigersund, provincie Rogaland. Hellvik telt 618 inwoners (2007) en heeft een oppervlakte van 0,85 km².